# 발라미르
발라미르(Valamir) 또는 발라메르( 420c. – c. 465)는 서기 447년부터 사망할 때까지 옛 로마 속주인 판노니아 속주의 동고트족 왕이었다. 그의 통치 기간 동안 그는 훈족과 함께 로마 제국에 맞서 싸웠고, 아틸라가 죽은 후에는 훈족에 맞서 대규모 고트족 집단에 대한 독립적인 통제권을 강화하기 위해 싸웠다.
발라미르는 반달라리우스의 아들이자 토리문드 왕의 사촌이었다. 아틸라의 중요하고 신뢰받는 봉신이었던 발라미르는 아틸라의 다뉴브 속주 습격(447년)에 참여했으며, 카탈라우눔 전투에서 아틸라 군대의 동고트족 부대를 지휘했다. 아틸라가 죽은 후(453년), 발라미르는 무력과 외교를 통해 마르키아누스 황제에 의해 판노니아에 정착한 대규모 고트족 집단의 지도자가 되었다. 456년부터 457년까지 훈족으로부터 독립하기 위한 후속 전투에서 발라미르는 아틸라의 아들들을 물리쳤다.
459년에 발라미르의 동고트족은 로마로부터 관례적인 연간 공물을 받지 못했고 테오데릭 스트라보가 자신들보다 더 많은 명예를 얻고 있다고 느꼈다. 그리하여 발라미르와 그의 형제들은 459년부터 462년까지 일리리쿰 프라이펙투스를 공격했고, 레오 1세 황제는 고트족에게 매년 300 파운드의 금을 지불하기로 동의했다. 460년대 중반, 볼리아 전투 이전에 스키리아족의 습격 중에 발라미르는 말에서 떨어져 죽었다.
요르다네스는 자신의 게티카에서 그의 이름(그리스 문자 Βαλαμέρ)을 혼동하여 375년경 훈족의 왕으로서 가공의 존재인 "발람베르"를 부여했을 수 있다.